# Холдингово дружество
Холдинговото дружество (на английски: holding company – притежаваща/владееща компания) е търговско дружество, което има за цел да участва финансово (с капитал) в други дружества или в тяхното управление, за да осъществява контрол над тях с оглед извличане на печалба (или други облаги) от дейността им, със или без извършване на собствена производствена или търговска дейност.

## Група от дружества
Контролиращото холдингово дружество се нарича майчинско дружество (или дружество-майка), а контролираните – дъщерни дружества.
Дъщерни са дружествата, в които майчинското дружество притежава или контролира пряко или непряко най-малко 25% от акциите или дяловете или може да определя пряко или непряко повече от половината от членовете на управителния съвет.
Контролиращото и контролираните дружества образуват така наречената корпоративна група, също група от компании или група от дружества, дори холдингова група.

## Употреба на „холдинг“
Думата „холдинг“ (holding) на български може да се използва в близки значения, производни от значенията на корена hold на английски език, но с отличителни нюанси:
- „притежаващ, владеещ“, но и
- „владение, владеене“.

Понякога корпоративната група се нарича „холдинг“ без пояснение, макар че думата се отнася или единствено за контролиращото дружество (в смисъл на „притежаващ, владеещ“), или за контролираните дружества (като предмет на „владение, владеене“). Ето защо следва да се избягва употребата на „холдинг“ без пояснение на значението.

## Форма на дружеството
Съгласно Търговския закон в България холдинговото дружество може да бъде във формата на акционерно дружество, командитно дружество с акции или дружество с ограничена отговорност.

## Предмет на дейност
Предметът на дейност на холдинговото дружество може да бъде:
- придобиване, управление, оценка и продажба на участия в български и чуждестранни дружества;
- придобиване, управление и продажба на облигации;
- придобиване, оценка и продажба на патенти;
- финансиране на дружества, в които самото холдингово дружество участва.

## Ограничения
Холдинговото дружество не може:
- да участва (капиталово) в дружество, което не е юридическо лице;
- да придобива лицензи, които не са предназначени за използване в контролираните от него дружества;
- да придобива недвижими имоти, които не са необходими за неговото обслужване.